# Robin Donovan
Robin Donovan (né le 19 décembre 1955) à Rustington en Angleterre est un ancien pilote de course automobile international britannique.

## Carrière

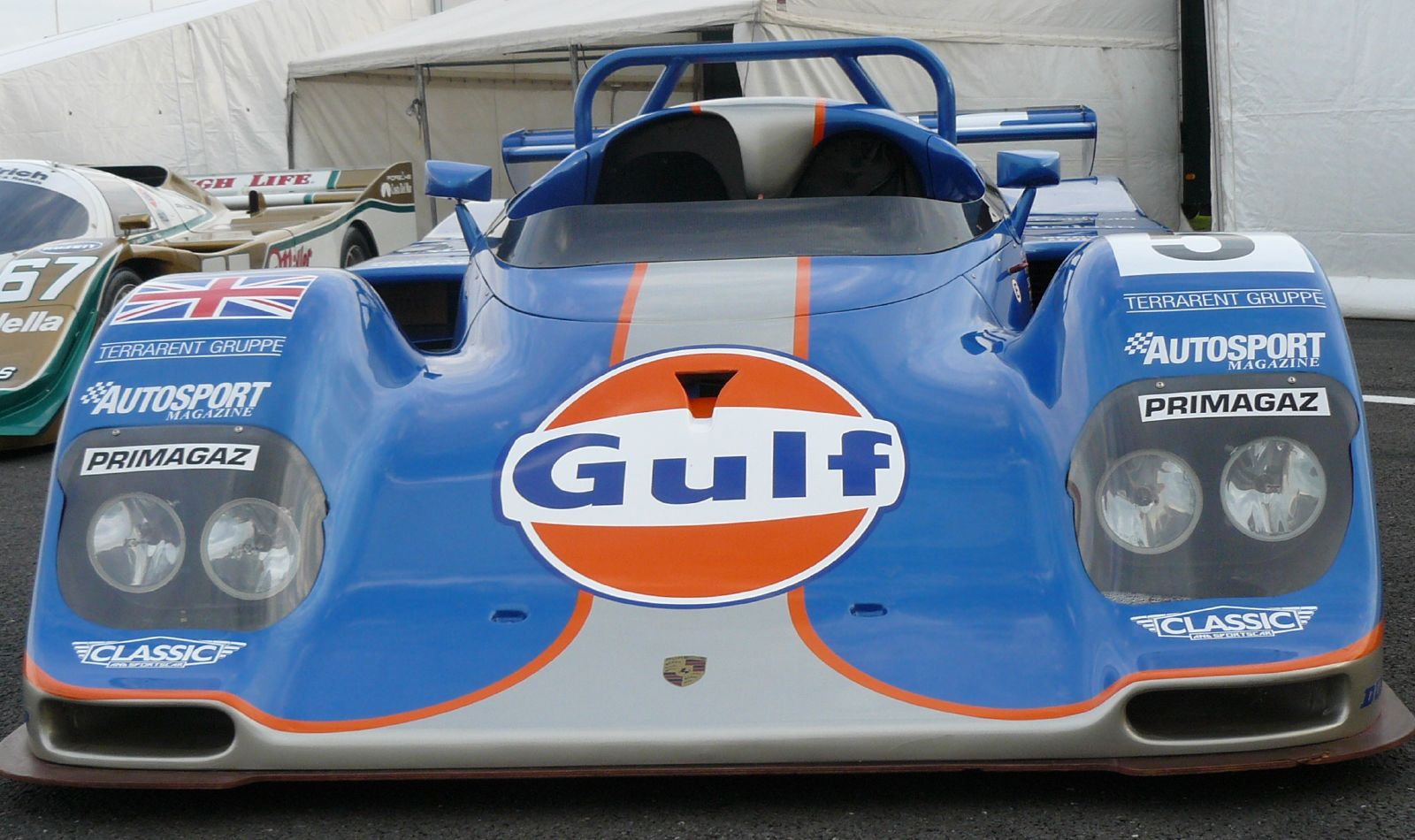
la Kremer K8 Spyder qui a fini 6e aux 24 Heures du Mans 1994

Robin Donovan a, durant sa carrière de pilote automobile, participé 14 fois aux 24 Heures du Mans. Son meilleur résultat dans cette course a été une 6e place au classement général en 1994,,. 

## Palmarès

### Résultats aux24 Heures du Mans
| Année | Écurie                              | Copilotes                                 | Voiture                              | Classe | Tours | Pos. | Class Pos. |
| ----- | ----------------------------------- | ----------------------------------------- | ------------------------------------ | ------ | ----- | ---- | ---------- |
| 1986  | John Bartlett Racing                | Richard Jones (en) Nick Adams             | Bardon DB1 - Ford/Cosworth           | C2     | 210   | Nc.  | Nc.        |
| 1987  | John Bartlett Racing                | Tim Lee-Davey Raymond Boutinaud (de)      | Bardon DB1/2 - Ford/Cosworth         | C2     | 172   | Abd. | Abd.       |
| 1988  | Team Lucky Strike Schanche          | Martin Schanche Robin Smith (de)          | Argo JM19C                           | C1     | 278   | 25e  | 16e        |
| 1989  | Tiga Race Team                      | Max Cohen-Olivar John Sheldon             | Tiga GC289                           | C2     | 126   | Abd. | Abd.       |
| 1990  | Chamberlain Engineering             | Philippe de Henning Charles Zwolsman      | Spice SE90C - Ford Cosworth DFZ      | C2     | 255   | Abd. | Abd.       |
| 1991  | Euro Racing Chamberlain Engineering | Nick Adams Richard Jones (en)             | Spice SE89C                          | C2     | 128   | Abd. | Abd.       |
| 1992  | Porsche Kremer Racing               | Charles Rickett (en) Almo Coppelli        | Porsche 962CK6                       | C3     | 297   | 11e  | 4e         |
| 1993  | Porsche Kremer Racing               | Almo Coppelli Steve Fossett               | Porsche 962CK6                       | C2     | 204   | Abd. | Abd.       |
| 1994  | Gulf Oil Tacing                     | Derek Bell Jürgen Lässig                  | Kremer K8 Spyder                     | LMP1   | 316   | 6e   | 3e         |
| 1995  | Agusta Racing Team                  | Eugene O'Brien Riccardo Agusta (de)       | Callaway Corvette SuperNatural       | GT2    | 271   | 11e  | 3e         |
| 1996  | Ennea SRL Ferrari Club Italia       | Piero Nappi (de) Tetsuya Ota (en)         | Ferrari F40 GTE                      | GT1    | 129   | Abd. | Abd.       |
| 1998  | Chereau Sports Larbre Compétition   | Jean-Pierre Jarier Carl Rosenblad         | Porsche 911 GT2                      | GT2    | 164   | Abd. | Abd.       |
| 1999  | Autoexe Motorsports                 | Yōjirō Terada Franck Fréon                | Autoexe (Riley & Scott) LMP99 - Ford | LMP    | 74    | Abd. | Abd.       |
| 2001  | Racing Engineering                  | Terry Lingner (de) Chris MacAllister (de) | Porsche 911 GT3 RS                   | GT     | 44    | Abd. | Abd.       |

### Résultats auChampionnat du monde des voitures de sport
| Année | Écurie                     | Châssis      | Moteur                              | Classe | 1   | 2   | 3       | 4   | 5        | 6       | 7     | 8   | 9        | 10  | 11  | Position | Points |
| ----- | -------------------------- | ------------ | ----------------------------------- | ------ | --- | --- | ------- | --- | -------- | ------- | ----- | --- | -------- | --- | --- | -------- | ------ |
| 1986  | John Bartlett Racing       | Argo JM19C   | Ford Cosworth DFL 3,5 L V8 Atmo     | C2     | MON | SIL | LMS Nc. | NOR | BHC 10   | JER Nc. | NÜR   | SPA | FUJ Abd. |     |     | 40e      | 9      |
| 1987  | John Bartlett Racing       | Bardon DB1/2 | Ford Cosworth DFL 3,0 L V8 Atmo     | C2     | JAR | JER | MON     | SIL | LMS Abd. | NOR     | BHC   | NÜR | SPA      | FUJ |     | Nc.      | 0      |
| 1988  | Team Lucky Strike Schanche | Argo JM19C   | Ford Cosworth DFL 3,0 L V8 Atmo     | C1     | JER | JAR | MON     | SIL | LMS 16   | BRN     |       |     |          |     |     | Nc.      | 0      |
| 1988  | Charles Ivey Racing        | Tiga GC287   | Porsche Type-935 2,8 L Flat-6 Turbo | C2     |     |     |         |     |          |         | BHC 8 | NÜR | SPA      | FUJ | SAN | 41e      | 12     |

## Carrière après la course
Robin Donovan est actuellement directeur de Dettaglio, une société événementielle évoluant dans le milieu du sport automobile.